# Arte Lombarda
Arte Lombarda è un periodico italiano edito dall'Istituto per la Storia dell'Arte Lombarda.
Fu fondato nel 1955 da Maria Luisa Gatti Perer.